# Йохан Хайнрих (Шварцбург-Лойтенберг)
Йохан Хайнрих фон Шварцбург-Лойтенберг (на немски: Johann Heinrich von Schwarzburg-Leutenberg; * 1496; † 14 март 1555 в Лойтенберг) от род Шварцбурги е граф на Шварцбург-Лойтенберг.
Той е син на граф Балтазар II фон Шварцбург-Лойтенберг (* 1453; † 18 юни 1525) и съпругата му Анна Сак фон Малдорф (* ок. 1469). Внук е на граф Хайнрих XXV фон Шварцбург-Лойтенберг (1412 – 1463) и Бригита фон Ройс фон Гера († сл. 1490), дъщеря на Хайнрих IX фон Гера (1406 – 1482) и Мехтилд фон Шварцбург-Вахсенбург († 1446/1456).

## Фамилия
Йохан Хайнрих се жени на 13 януари 1527 г. за Маргарета фон Вайда (* ок. 1500; † сл. 1 ноември 1569), наследничка на Вилденфелс, дъщеря на Хайнрих XXIII фон Вайда, „Млади“ († 1531) и графиня Маргарета фон Мансфелд-Кверфурт († 1531). Те имат децата:
- Хайнрих XXXV († млад)
- Балтазар III († 1555)
- Герхард II († млад)
- Албрехт VI (ок. 1530 – 1555)
- Зигхард III († ? 1560), умствено болен (1554)
- Маргарета (ок. 1530 – 1559), омъжена I. на 6 май 1550 г. за Хайнрих XV фон Гера „Млади“ († 1550); II. на 8 септември 1551 г. за херцог Ото II фон Брауншвайг-Харбург (1528 – 1603)
- Катарина (1530 – 1568), омъжена I. 1556 г. за граф Ернст VI фон Хонщайн (ок. 1515 – 1562), господар на Клетенберг (1552), II. 1568 г. за граф Бото (Бодо) II фон Регенщайн-Бланкенбург (1531 – 1594), син на граф Улрих X фон Регенщайн-Бланкенбург
- Филип I фон Шварцбург-Лойтенберг (II) (ок. 1540 – 1564), граф на Шварцбург-Лойтенберг, женен на 4 декември 1559 г. за принцеса Катарина фон Брауншвайг (1524 – 1581), дъщеря на херцог Филип I фон Брауншвайг-Грубенхаген
- Елизабет Бригита (ок. 1534 – 1564), омъжена 1556 г. за Хайнрих XVI „Млади“ Ройс-Гера фон Плауен (1530 – 1572)